# Mr. Dolan of New York
Mr. Dolan of New York er en amerikansk stumfilm fra 1917 af Raymond Wells.

## Medvirkende
- Jack Mulhall som Jimmy Dolan
- Noble Johnson som Thomas Jefferson Jones
- Julia Ray som Alicia
- Albert MacQuarrie som Conrad
- Harry Mann